# Jüdische Gemeinde Tábor

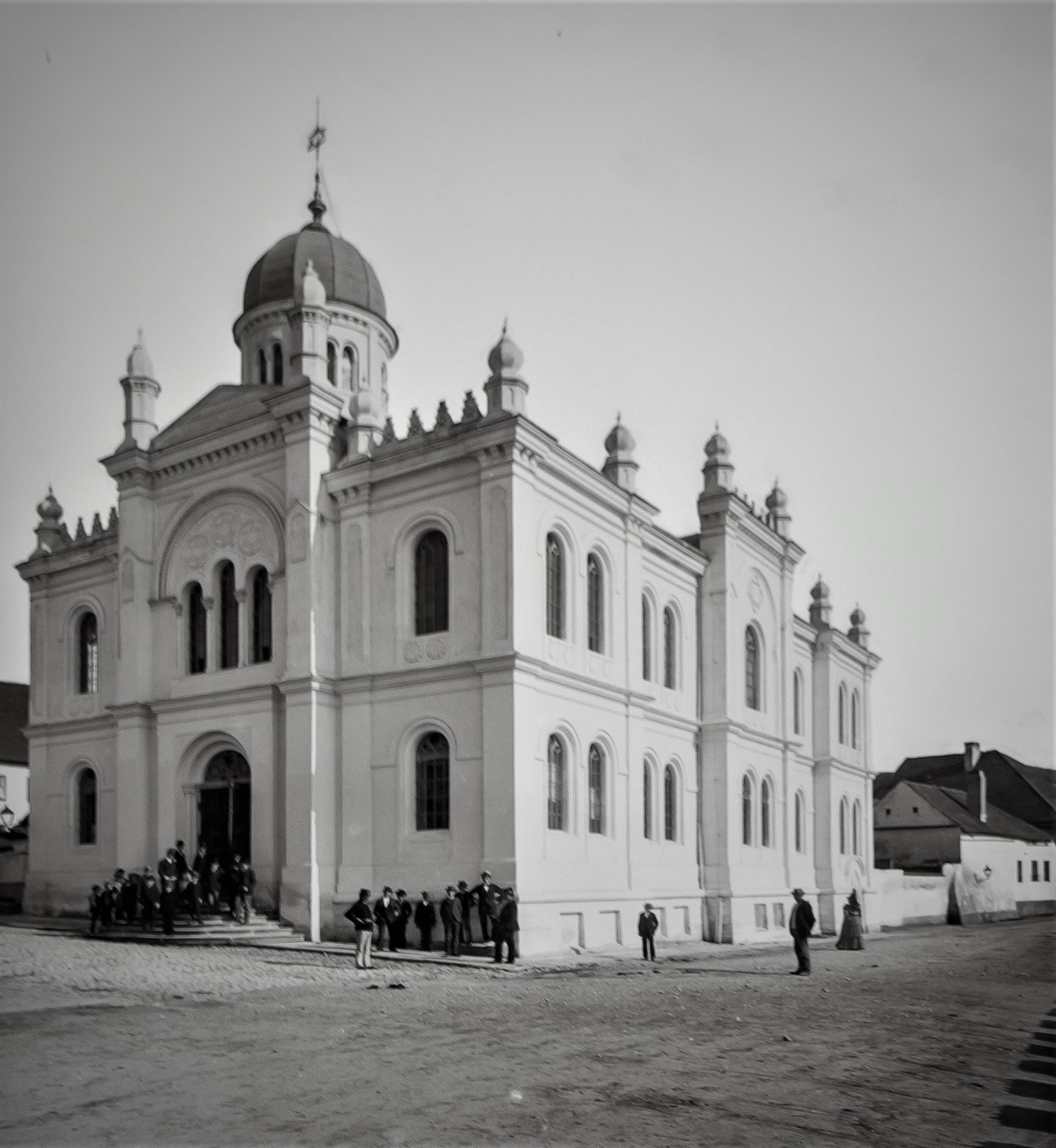
Ehemalige Synagoge in Tábor um 1905, 1977 abgerissen

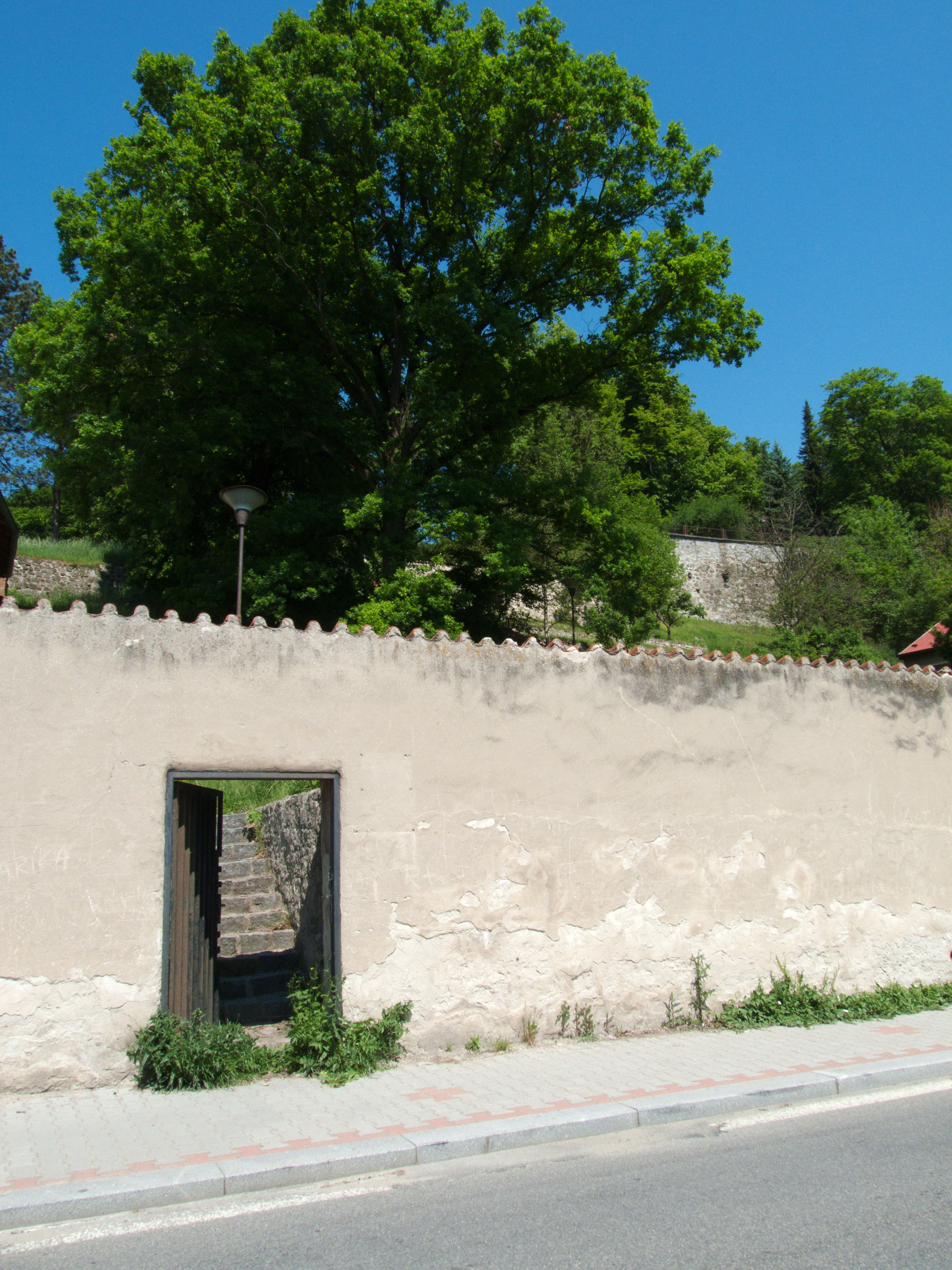
Eingang zum alten jüdischen Friedhof Tábor, 2011

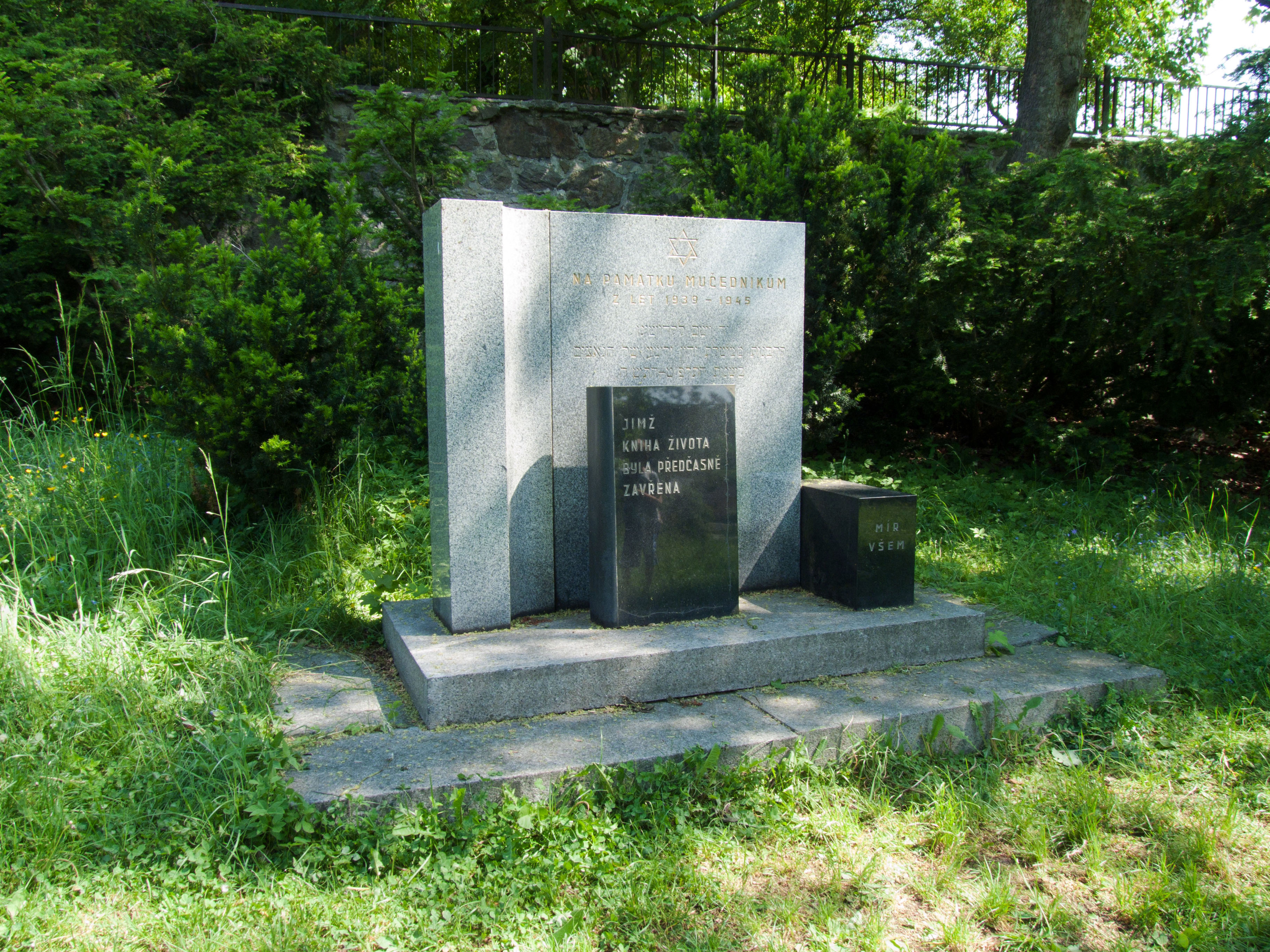
Alter jüdischer Friedhof Tábor, Denkmal für die Opfer des Holocaust, 1955

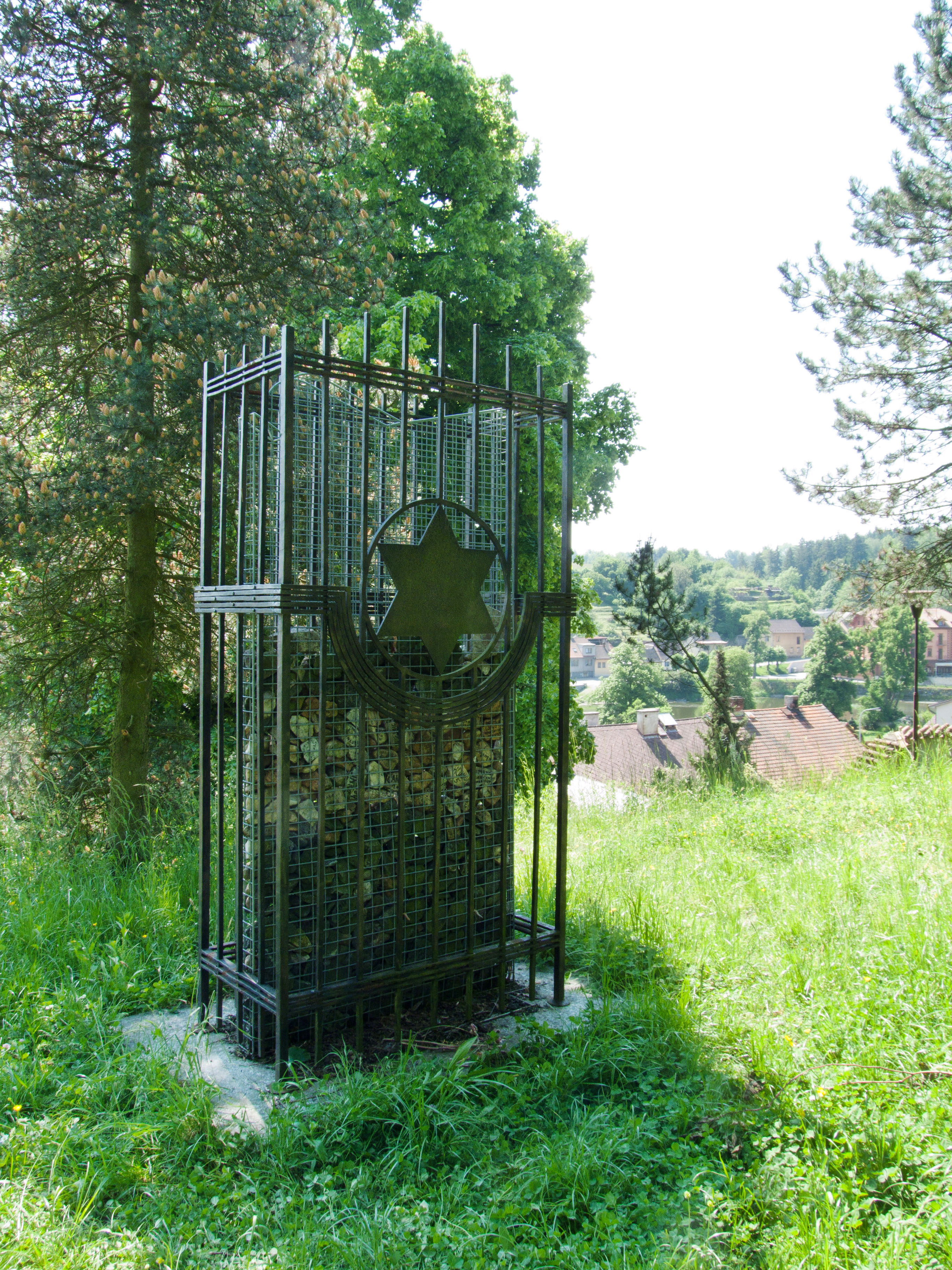
Alter jüdischer Friedhof Tábor, Denkmal für die Opfer des Holocaust, 2002

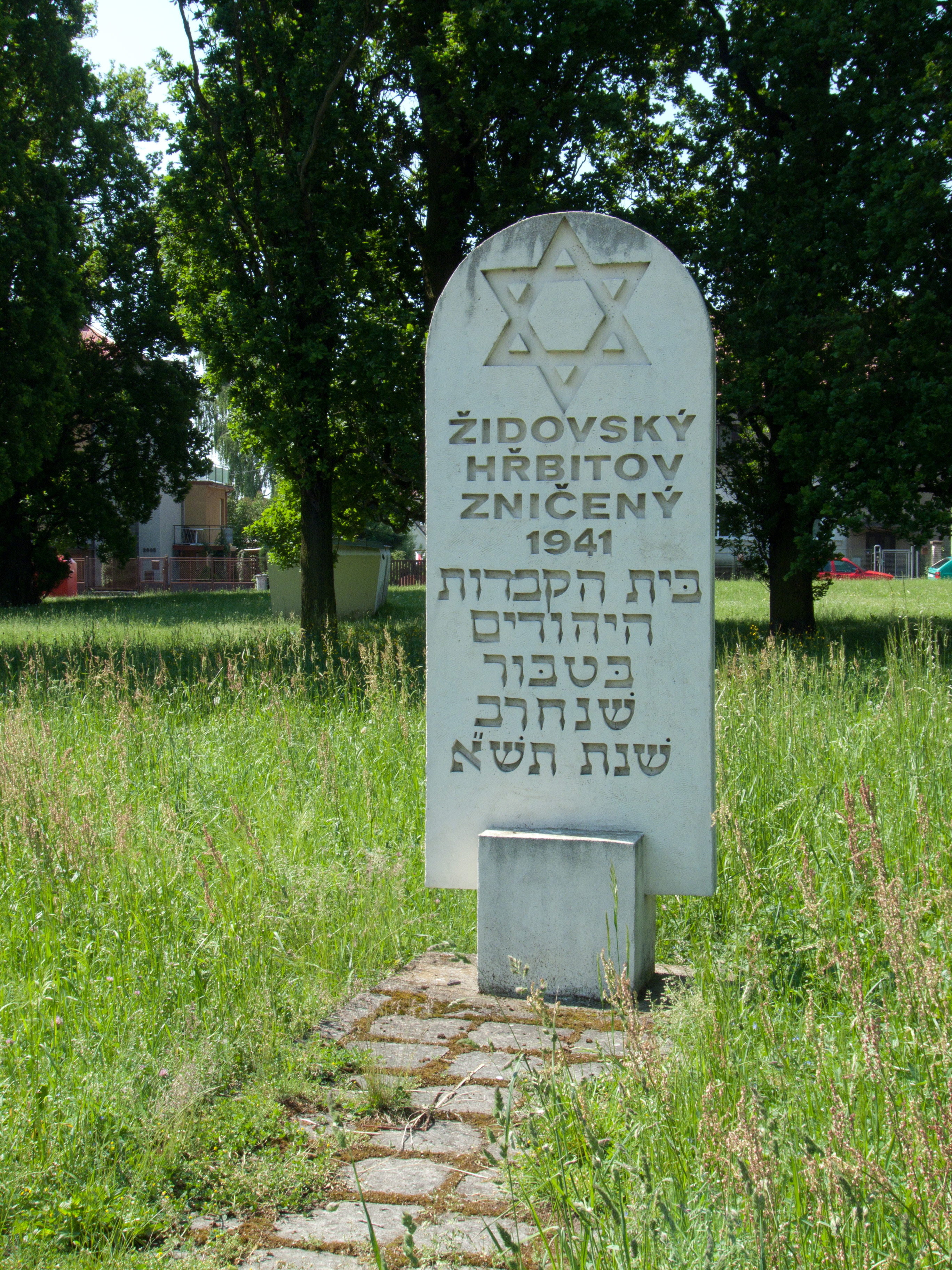
Neuer jüdischer Friedhof Tábor, Denkmal für die Opfer des Holocaust, 2011

Die Jüdische Gemeinde in Tábor (deutsch Tabor, Taber),  einer Stadt im Jihočeský kraj (Südböhmische Region) in Tschechien, entstand ab dem 17. Jahrhundert.

## Geschichte
1550 wurden jüdische Händler in Tábor erwähnt. Sie durften sich nur tagsüber in der Stadt aufhalten. 1630 gründete sich in Tábor eine jüdische Gemeinde, die ab 1634 über einen Friedhof und ab 1640 über eine Synagoge verfügte. Vonseiten der Behörden wurde im 17. Jahrhundert versucht, die Juden aus der Stadt zu verdrängen oder sie wenigstens in einem Ghetto unterzubringen. Diese Versuche scheiterten. Bis Mitte des 18. Jahrhunderts wurde von der Stadtverwaltung die Anzahl der jüdischen Familien auf acht beschränkt. Die jüdischen Familien trieben Handel mit landwirtschaftlichen Erzeugnissen und übten verschiedene Handwerke aus.
In den Jahren von 1883 bis 1885 wurde eine neue Synagoge im orientalischen Stil erbaut, ein zweiter jüdischer Friedhof gegründet und eine eigene Elementarschule eröffnet.
Ende des 19. Jahrhunderts wanderten viele jüdische Familien aus Tábor in größere Städte ab. Nach dem Ersten Weltkrieg schlossen sich viele Juden der Bewegung für die Gründung einer unabhängigen tschechischen Nation an.
Nach der Okkupation der Tschechoslowakei durch die deutschen Nationalsozialisten wurde 1940 die Synagoge geschlossen und die beiden jüdischen Friedhöfe wurden eingeebnet. Ab 1942 sammelten die deutschen Besatzungsbehörden die Juden der Umgebung von Tábor in der Stadt und deportierten sie von dort in das KZ Theresienstadt. Die meisten von ihnen wurden von Theresienstadt in das KZ Auschwitz gebracht und dort ermordet.
Nur 200 in Mischehe lebende Juden aus Tábor blieben verschont. 17 Deportierte kehrten nach Tábor zurück.
Nach dem Zweiten Weltkrieg gründeten die überlebenden Juden eine neue israelitische Gemeinde, die später in einen Synagogenverein umgewandelt wurde, der bis Anfang der 1970er Jahre bestand. Im Februar 1977 wurde die Synagoge abgerissen. Zur Erinnerung an die jüdischen Opfer des Nationalsozialismus in Tábor wurden auf den beiden ehemaligen jüdischen Friedhöfen Denkmäler aufgestellt.

## Gemeindeentwicklung
| Jahr | Juden                                         |
| ---- | --------------------------------------------- |
| 1618 | 2 Familien                                    |
| 1653 | 8 Familien                                    |
| 1725 | 8 Familien                                    |
| 1769 | 18 Familien                                   |
| 1830 | circa 30 Familien                             |
| 1840 | 212 Personen                                  |
| 1884 | 455 Personen                                  |
| 1893 | 683 Personen                                  |
| 1921 | circa 400 Personen                            |
| 1933 | 265 Personen                                  |
| 1941 | circa 2300 Personen aus der gesamten Region   |
| 1844 | circa 200 Personen, in Mischehe lebende Juden |

## Kreisrabbiner des Kreises Tábor
Tábor ist die Hauptstadt des gleichnamigen Kreises. Einige Rabbiner von Tábor waren also gleichzeitig Kreisrabbiner. 1751 hatten sie ihren Sitz in Koloděje nad Lužnicí, im 19. Jahrhundert dann in Jindřichův Hradec und zuletzt in Tábor:
- um 1750: Jomtof Bondi, Bechiner[4]
- um 1773, Sitz in Jindřichův Hradec: Löb Raschwitz, gestorben 23. Dezember 1784 in Tachov[5]
- um 1780: David Deutsch, geboren 22. Oktober 1755 in Nitra, Slowakei, gestorben 3. Juni 1831 in Nové Mesto nad Váhom[6]
- Ende 18. Jahrhundert, Sitz in Tučapy: Mendel[7]
- um 1801, Sitz in Jindřichův Hradec: Abraham Fischmann, genannt Libeschitz, gestorben 22. Oktober 1829 in Šafov[8]
- ab 1817, Sitz in Koloděje nad Lužnicí: Samuel Löw Kauder, geboren 1766 in Prag, gestorben 6. Mai 1838 ebenda[9]
- um 1832, Sitz in Koloděje nad Lužnicí: Lazar Weil
- ab 1836, Sitz in Koloděje nad Lužnicí: Jakob Mahler, geboren 1793, gestorben 5. April 1867 in Koloděje nad Lužnicí[10]
- ab 1868, Sitz in Tábor: Guttmann Gumpel Klemperer, beerdigt in Tábor, Grabstätte erhalten[11][12]